# بی‌اختیاری ادراری سرریزی
بی‌اختیاری ادراری سرریزی یا بی‌اختیاری ادراری لبریزی نوعی بی‌اختیاری ادرار است که با خروج غیرارادی ادرار از مثانه لبریز از ادرار مشخص می‌شود، در اغلب موارد فرد دچار چکمیزک لبریزی هیچگونه احساسی از پر بودن مثانه یا نیاز به دفع ادرار ندارد. این حالت در افرادی که مجرای خروجی مثانه در آنها مسدود شده رخ می‌دهد(بزرگ شدن (خوش‌خیم) پروستات، سرطان پروستات یا تنگی مجرای ادراری)، یا زمانی رخ میدهدکه ماهیچه مسئول تخلیه ادرار در مثانه بسیار ضعیف شده باشد و قادر به تخلیه مثانه به‌طور طبیعی نباشد. بی‌اختیاری ادراری لبریزی همچنین ممکن است در اثر عوارض جانبی برخی از داروها رخ دهد.

## علل
ضایعات (عصبی) که بر بخش‌های ساکرال (نخاع) یا فیبرهای عصبی خودکار محیطی تأثیر می‌گذارد، باعث آتونی مثانه (شل شدن مثانه) همراه با از دست دادن هماهنگی اسفنکتر (ادراری) می‌شوند. این امر منجر به از دست دادن انقباظ عضله دترسور، مشکل در شروع ادرار کردن و بی‌اختیاری لبریزی می‌شود. عوارض جانبی آنتی کولینرژیک برخی از داروها (به عنوان مثال، برخی داروهای ضد روان پریشی و ضد افسردگی) ممکن است باعث احتباس ادرار شود که ممکن است منجر به بی‌اختیاری لبریزی شود. آگونیست‌های آلفا آدرنرژیک ممکن است با تحریک انقباض اسفنکتر مجرای ادراری باعث احتباس ادرار شوند. مسدود کننده‌های کانال کلسیم ممکن است انقباض بافت ماهیچه ایی صاف موجود در مثانه را کاهش داده و باعث احتباس ادرار همراه با بی‌اختیاری لبریزی شود. بی‌حسی اپیدورال و زایمان نیز می‌تواند باعث بی‌اختیاری ادرار لبریزی شوند.

## پاتوفیزیولوژی
بی‌اختیاری لبریزی ادراری زمانی اتفاق می‌افتد که مثانه بیمار به‌طور دائم پر است و در نتیجه پر بودن دائمی مثانه ادرار به‌طور مکرر از مجرای ادراری نشت می‌کند. ضعف عضلات مثانه، در نتیجه تخلیه ناقص مثانه، یا انسداد مجرای ادراری می‌تواند باعث این نوع بی‌اختیاری شود. نوروپاتی خودکار ناشی از دیابت یا سایر بیماریها (به عنوان مثال مولتیپل اسکلروزیس) می‌تواند سیگنال‌های عصبی (ارسالی) از مثانه را کاهش دهد (این امر منجر به پر شدن بیش از حد مثانه می‌گردد) و همچنین ممکن است بیرون راندن ادرار (از مثانه) توسط عضله دترسور را کاهش دهد (که باعث احتباس ادرار می‌شود). تومورها و سنگ کلیه نیز می‌توانند مجرای ادرار را مسدود کنند (و منجر به بی‌اختیاری ادراری لبریزی شوند). آسیب‌های نخاعی یا اختلالات سیستم عصبی از علل دیگر بی‌اختیاری لبریزی ادرار هستند. در مردان، هیپرپلازی خوش‌خیم پروستات (BPH) همچنین ممکن است جریان ادرار را محدود کند. بی‌اختیاری لبریزی ادرار در زنان نادر است، اگرچه گاهی اوقات در اثر فیبروم یا تومورهای تخمدان ایجاد می‌شود. همچنین بی‌اختیاری لبریزی ادرار در زنان می‌تواند ناشی از افزایش مقاومت مجرای خروجی مثانه ناشی از پرولاپس پیشرفته واژن باشد که باعث ایجاد غُر شدن یا فرو رفتگی در لوله مجرای خروجی ادرارمیگردد. بی‌اختیاری لبریزی ادرار در زنان همچنین می‌تواند بدنبال عمل جراحی جهت برطرف کردن بی‌اختیاری ادرار در زنان رخ دهد (این در صورتی است که جراح مشکل را بیش از حد اصلاح کرده‌است که منجر به احتباس ادرای و عدم دفع ادرار در مثانه می‌گردد). علائم اولیه بی‌اختیاری لبریزی ادراری شامل خروج ادرار با تأخیر در هنگام شروع شاشیدن یا کندی سرعت خروج ادرار در هنگام شاشیدن است. داروهای آنتی کولینرژیک و داروهای ضد التهاب غیر استروئیدی ممکن است بی‌اختیاری لبریزی ادرار را تشدید کنند.

## تشخیص
استاندارد طلایی برای بررسی هر گونه بی‌اختیاری ادراری یک آزمایش نوار مثانه (تست یورودینامیک) است که ظرفیت مثانه، پایداری عضلات دترسور، قدرت انقباض عضلات مثانه و توانایی مثانه در تخلیه ادرار (سیستومتری) را بررسی می‌کند.

## مدیریت
داروها
داروی بتانکول (کنترل بی‌اختیاری لبریزی مثانه با فعال کردن گیرنده‌های موسکارینی در مثانه و تحریک انقباض مثانه برای خارج کردن ادرار) این دارو جهت درمان علت زمینه ایی بی‌اختیاری لبریزی نیست؛ و قبل از استفاده باید حتماً وجود انسداد ادراری را رد کرد.
درمان جراحی
کاتتریزاسیون (سونداژ ادراری)
اگر بی‌اختیاری ادراری به دلیل وجود بی‌اختیاری ادراری لبریزی باشد (که در آن مثانه هرگز به‌طور کامل تخلیه نمی‌شود)، یا اگر مثانه به دلیل ضعف در کشیدگی طبیعی عضلات مثانه (ضعف در تون عضلانی)، جراحی‌های گذشته یا آسیب نخاعی نمی‌تواند تخلیه شود، تخلیه مثانه با استفاده از یک سوند ادرای امکان‌پذیر است. سوند ادراری لوله ای (توخالی) است که می‌تواند از طریق مجرای ادراری وارد مثانه شود تا ادرار را تخلیه کند. تخلیه مثانه باد کرده (متسع) به کمک سوند ادراری ممکن است بصورت گاه به گاه یا به‌طور مداوم صورت گیرد، در صورت تخلیه مداوم مثانه به کمک سوند ادراری لوله سوند به کیسه ای متصل می‌شود که (به کمک یک تکه کِش) به ساق پا وصل می‌شود. اگر از سوند ادراری ماندگار به‌طور طولانی مدت استفاده شود، امکان وقوع عفونت ادراری وجود دارد.